# Епимах и Гордијан
Епимах и Гордијан (3. век) су хришћански мученици, пострадали су за време владавине цара Деција.
Гордије и Епимах су живели у Риму. Од малена су били хришћани. Током прогона хришћана ухватили су их пагански свештениции захтевали од њих да се одрекну вере у Исуса Христа и принесу паганску жртву. Гордије и Епимах су одбили да удовоље захтевима свештеника, након чега су, по наређењу свештеника обешени на дрвеће и исечени гвозденим канџама. После мучења стављени су у затвор. Нешто касније одатле су изведени и поново им је понуђено да се одрекну Христа и поново подвргнути мучењу. После мучења, мученицима су одсечене главе.
Православна црква прославља светог Епимаха и Гордијана 9 (22) маја.